# National Lampoon's Vacation
National Lampoon's Vacation è un film del 1983 diretto da Harold Ramis.
Le riprese del film si svolsero dal 5 luglio 1982 al 29 agosto 1982.
In questo primo film delle avventure della famiglia Griswold (seguiranno quattro sequel e uno spin-off), la famiglia deve raggiungere il parco divertimenti di Walley World in California. Papà Clark (Chevy Chase), mamma Ellen (Beverly D'Angelo) e i loro due figli partono da Chicago a bordo della loro giardinetta, una Family Truckster.

## Trama
La famiglia Griswold (Clark, Ellen e i figli Rusty e Audrey) parte per le vacanze di due settimane che intende trascorrere nel celebre parco dei divertimenti di Walley World. Il viaggio è un susseguirsi di avvenimenti tragicomici, a partire dalla macchina nuova che, pur non essendo quella richiesta, il capofamiglia Clark è stato "costretto" a comprare.
Così la famiglia Griswold, dopo un allucinante viaggio di oltre duemila miglia durante il quale, tra l'altro, è morta la vecchia zia Edna, aggregatasi alla comitiva dopo una visita ai "parenti poveri" di Ellen, giunge finalmente a Walley World, ma il parco è chiuso per restauro.
Clark, tra lo sconvolto e l'allucinato, compra una pistola e costringe i guardiani del parco a rimettere tutto in moto per il divertimento della sua famiglia; quando arriva il proprietario del luna-park con la polizia, Clark dà fondo a tutte le sue capacità oratorie e adulatorie per sfuggire all'arresto.

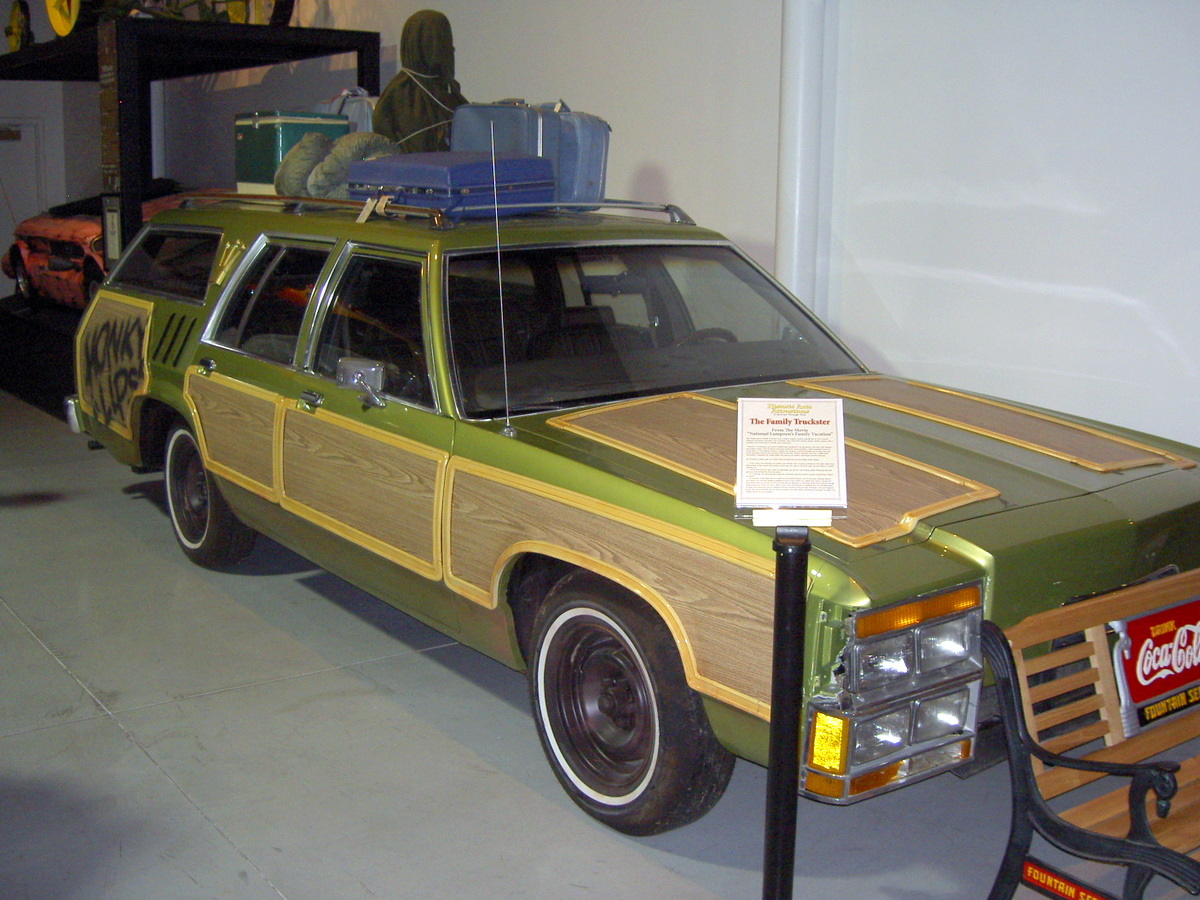
La giardinetta usata dalla famiglia Griswold nel film

## Accoglienza
Il film fu un successo, incassando 61 milioni di dollari in patria. Col tempo è divenuto un cult.

## I sequel e lo spin-off
I quattro sequel sono Ma guarda un po' 'sti americani! (1985), National Lampoon's Christmas Vacation - Un Natale esplosivo! (1989), Las Vegas - In vacanza al casinò (1997), Come ti rovino le vacanze (2015) e lo spin-off National Lampoon's - Vacanze di Natale (2003).

## Influenza culturale
La gag in cui il cane della zia viene lasciato legato al paraurti della station wagon anche quando questa riparte dopo la sosta all'autogrill è stata omaggiata dal trio comico Aldo, Giovanni e Giacomo nel loro film d'esordio Tre uomini e una gamba.
La gag nella strada malfamata in cui i Griswold chiudono i finestrini della station wagon dopo l'eco di un colpo di pistola è stata riproposta nell'episodio Blue Harvest del telefilm animato I Griffin.